# Armeno
Armeno este o comună din provincia Novara, Italia. În 2011 avea o populație de 2.206 de locuitori.

## Demografie
Armeno - evoluția demografică

|  | Graficele sunt indisponibile din cauza unor probleme tehnice. Mai multe informații se găsesc la Phabricator și la wiki-ul MediaWiki. |

Date: Recensăminte sau birourile de statistică - grafică realizată de Wikipedia

## Personalități născute aici
- Michele Zolla (1932 - 2024), politician, membru al Camerei Deputaților.